# 久御山町
久御山町（日语：／ Kumiyama chō */?）是位於京都府南部的行政區劃，距離京都市市中心約15公里。轄區北半部過去原為巨椋池，在1930年代被填平後現已成為農田。
在轄區東南六公里外的「三鄉山財産區」為久御山町的飛地。

## 人口
| 久御山町人口分布圖 |                                                 |  |
| 久御山町與日本全國年齡別人口分布比較圖 （2005年資料） | 久御山町的年齡、男女別人口分布圖 （2005年資料） |  |
| ■紫色是久御山町 ■綠色是全国 | ■藍色是男性 ■紅色是女性                         |  |
| 久御山町人口變化 \| 1970年 \| 8,766人 \| \| \| 1975年 \| 11,540人 \| \| \| 1980年 \| 16,345人 \| \| \| 1985年 \| 19,136人 \| \| \| 1990年 \| 18,798人 \| \| \| 1995年 \| 18,133人 \| \| \| 2000年 \| 17,080人 \| \| \| 2005年 \| 16,610人 \| \| \| 2010年 \| 15,914人 \| \| \| 2015年 \| 15,805人 \| \| \| 2020年 \| 15,250人 \| \| |                                                 |  |
| 資料來源：日本總務省統計中心提供之人口普查數據 |                                                 |  |
| 1970年 | 8,766人                                         |  |
| 1975年 | 11,540人                                        |  |
| 1980年 | 16,345人                                        |  |
| 1985年 | 19,136人                                        |  |
| 1990年 | 18,798人                                        |  |
| 1995年 | 18,133人                                        |  |
| 2000年 | 17,080人                                        |  |
| 2005年 | 16,610人                                        |  |
| 2010年 | 15,914人                                        |  |
| 2015年 | 15,805人                                        |  |
| 2020年 | 15,250人                                        |  |

## 历史
在令制國時代屬於山城國久世郡，過去原為巨椋池周邊的聚落。江戶時代成為淀藩的領地，1871年廢藩置縣後改隸屬淀縣，但在僅四個月後，被整併入京都府。
1889年實施町村制，現在的久御山町南部地區在當時分屬於佐山村，北部地區則屬於御牧村；兩村在1954年昭和大合併期間合併為久御山町。
過去由於巨椋池內有豐富的漁產，漁業曾為此地主要的產業，但由於連續遭遇多次水災，在1920年代巨椋池被填平成為農田，現此地的產業也因此改以農業為主，並發展出名為「淀大根」的蘿蔔特產。

### 變遷表
| 1889年4月1日 | 1889年 - 1926年 | 1926年 - 1944年 | 1945年 - 1954年        | 1955年 - 1989年        | 1989年 - 现在          | 现在                   |
| ------------ | --------------- | --------------- | ---------------------- | ---------------------- | ---------------------- | ---------------------- |
| 佐山村       | 佐山村          | 佐山村          | 1954年10月1日 久御山町 | 1954年10月1日 久御山町 | 1954年10月1日 久御山町 | 1954年10月1日 久御山町 |
| 御牧村       |                 |                 | 1954年10月1日 久御山町 | 1954年10月1日 久御山町 | 1954年10月1日 久御山町 | 1954年10月1日 久御山町 |

## 交通
轄區內無鐵路車站，但在東側有近畿日本鐵道京都線通過，北側京阪電氣鐵道京阪本線通過。町內可經由京都京阪巴士抵達位於東側宇治市內的京都線大久保車站或位於北側京都市伏見區的京阪本線淀車站及中書島車站再轉乘鐵路。

### 公路
高速道路
- 第二京阪道路（日语：第二京阪道路）：（京都市） - 久御山系統交流道 - 久御山南交流道 - （八幡市）
- 京滋輔助道路（日语：京滋バイパス）：（宇治市） - 久御山系統交流道 - 久御山交流道 - 久御山淀交流道 - （大山崎町）

## 觀光資源
位於轄內與八幡市之間跨越木津川的上津屋橋為一座至今仍採木頭搭建的橋樑，也由於兩岸視線皆被堤防擋住不會直接看見市區建築，常常成為歷史劇的取景地點。

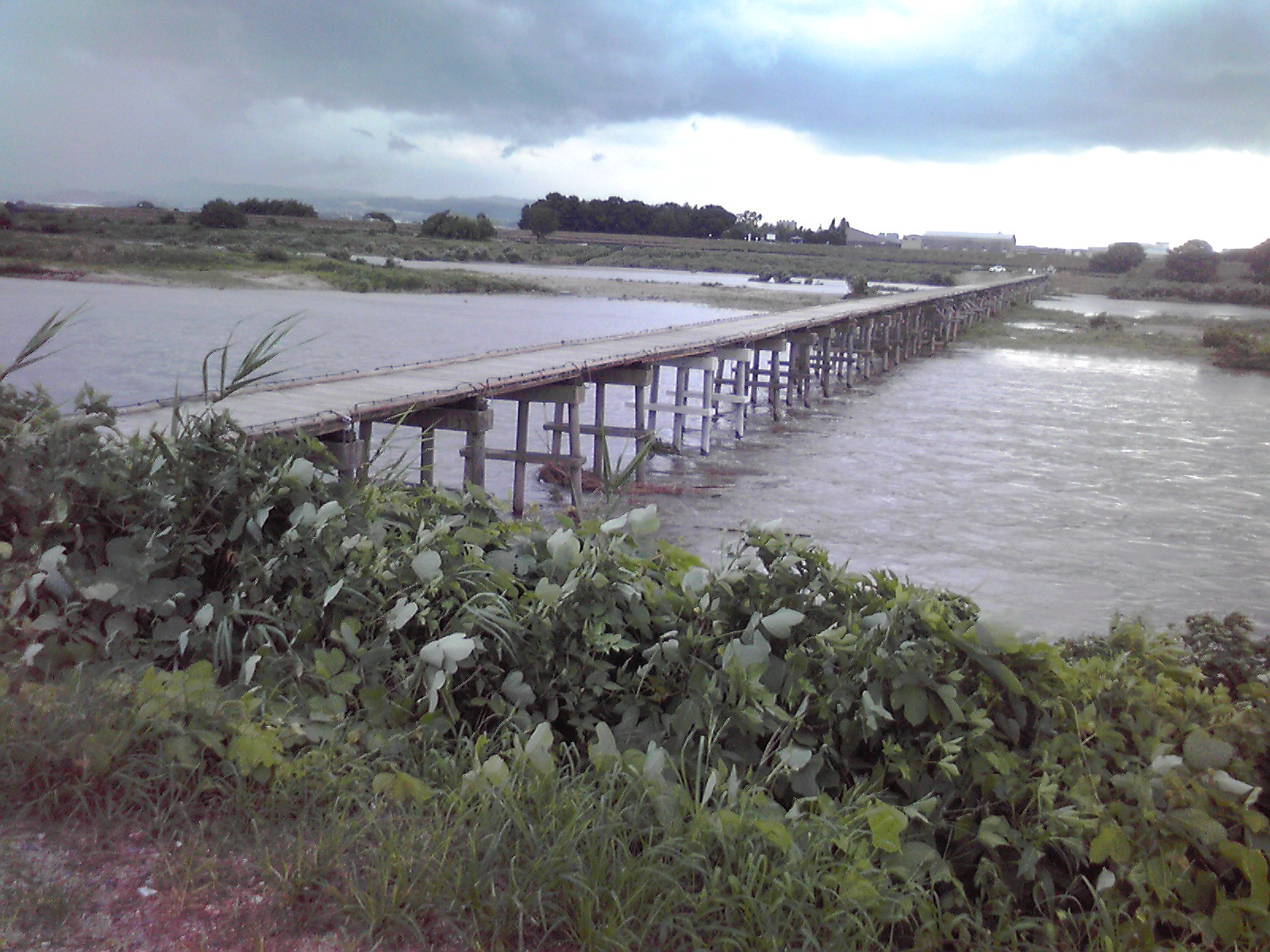
上津屋橋

## 教育
日產汽車在此設有車輛修護的專門學校－日産京都自動車大學校。
町內唯一的高等學校京都府立久御山高等學校則是足球運動的著名學校，曾多次成為京都府代表參加全國高等學校足球錦標賽，並培養出多位足球選手。

## 本地出身之名人
- 野野澄花：演員
- 小屋松知哉：足球選手